# ショートランド島
座標: 南緯7度3分 東経155度45分 / 南緯7.050度 東経155.750度
ショートランド島 (ショートランドとう、Shortland Island) は、ソロモン諸島北西部の島で、ショートランド諸島最大の島である。
名はイギリス海軍のジョン・ショートランド（同名の探検家の父、1739–1803）にちなむ。アル島 (Alu) とも呼ばれる。太平洋戦争中の1942年春には日本海軍が水上機基地を設営しており、連合軍が反攻の際に迂回したため終戦まで日本軍の支配下にあった。
人口は2000人 (1976)。

## 神話
ブイン島 (Buin Island) の神話では、かつてブイン島には火がなかったが、アル島にはあった。火の熾し方を知るために、小鳥がブイン島からアル島にわたり、人々が2本の木をこすり合わせて火を熾しているのを見て、そのやりかたをブイン島に伝えた。